# Senza Confini
Pour les articles homonymes, voir Senza.
Senza Confini est le nom commercial désignant le regroupement de 6 stations de ski situées dans les Land de Carinthie en Autriche, et en Italie.
Les domaines skiables sont les suivants :
- Italie
  - Monte Lusari
  - Tarvisio

- Autriche
  - „Amanlift“ (Villacher Alpe/Heiligengeist)
  - Dreiländereck
  - „Hrastilift“ (Freistritz/Gail)
  - Verditz